# Erwin Vann
Erwin Vann (Antwerpen, 17 december 1963) is een Belgische jazzmuzikant (saxofoon, fluit) en componist.

## Biografie
Vann was al sinds zijn jeugd geïnteresseerd in jazz. Na acht jaar klassieke muziekopleiding besloot hij zich volledig te wijden aan jazz. In 1988 en 1991 studeerde hij bij Steve Coleman, Dave Holland, Muhal Richard Abrams, Kenny Wheeler en Julian Priester. Hij studeerde ook af aan workshops en masterclasses in het Banff Centre for the Arts (Canada) met David Liebman en met Joe Lovano, die in 1986 een compositie van Vann op zijn album Solid Steps (1986, Jazz Club Records) opnam.
Vann werkt sinds 1985 als professioneel muzikant. hij was regelmatig actief voor de Belgische radio- en televisiestations VRT en RTBF als solist, componist, studiomuzikant en lid van het jazzorkest. Hij heeft gewerkt met muzikanten als Toots Thielemans, Aldo Romano, Wayne Shorter, Eric Legnini, Michel Benita, Karl Berger, Michel Herr, Nguyên Lê, Simon Goubert, Bobby Previte, Rita Marcotulli en Paul van Kemenade en trad op tijdens grote festivals zoals het Festival International de Jazz de Montréal en het North Sea Jazz Festival.
In 1990 richtte Vann zijn eigen trio op met Michel Hatzigeorgiou en Dré Pallemaerts. Zijn eerste album Some Sounds (Jazz Club Records) werd door Jazz in Time en de Franse keten FNAC beoordeeld als «Opname van de maand». Sinds 1996 nodigt het trio gitaristen zoals Pete McCann, Marc Ducret en Jacques Pirotton uit of werkte het als kwartet, uitgebreid met pianist Christoph Erbstösser en later Jozef Dumoulin. In 1998 werd de band Mother geformeerd, samen met Dré Pallemaerts (drums, sampling, programmeren) en Otti Van der Werf (e-bas, effecten) als een drum-n-bass-project. Onder de titel Ko-Ya presenteerde hij soloconcerten waarin hij de saxofoon combineerde met live-elektronica en verschillende effecten. Hij is ook te horen op albums van Paolo Fresu (Wanderlust), Bruno Castellucci (Stringtet), Lindsey Horner (Mercy Angel, Believers), Eric van der Westen (The Working Dreamer), Hein van de Geyn (The North Sea Jazz Tentet).Hij werkte ook als componist voor het Brussels Jazz Orchestra. Hij schreef ook filmmuziek en hedendaagse pianomuziek. 
Vann gaf aanvankelijk les aan de Koninklijke Conservatoria in Brussel en Gent. Vandaag doceert hij saxofoon en harmonie aan de conservatoria van Luxemburg en Antwerpen en wordt hij regelmatig uitgenodigd voor jazzseminaries in binnen- en buitenland.

## Onderscheidingen en prijzen
Vann werd verkozen tot «beste solist» tijdens de Brussels Jazz Rallye in 1989. In 1995 ontving hij de SPES Prize for Worlds, een project met zijn eigen composities voor een groot ensemble met Kenny Wheeler en Norma Winstone (cd werd uitgebracht bij JAS Records in 1999). Hij werd uitgeroepen tot «Beste Belgische tenorsaxofoon van het jaar 1998» in de luisteraarspoll van de Belgische omroepen.
- Gemeinsame Normdatei: 134789911
- International Standard Name Identifier: 0000 0003 7182 136X
- MusicBrainz: 503818df-6cd0-4d31-91fb-7996b6ab9888
- Virtual International Authority File: 66656909
- WorldCat: E39PBJrGBTpc9Ydm3CXC7FVt8C